# 加藤寿一 (バスケットボール)
加藤 寿一（かとう としかず、1993年10月5日 - ）は、日本の男子プロバスケットボール選手である。ポジションはスモールフォワード。神奈川県出身。B.LEAGUEのライジングゼファーフクオカ所属。背番号33。

## 来歴
法政大学第二高校から法政大学に進み、2016年1月にアイシンシーホース三河（当時）とアーリーエントリー契約。背番号24。
2019-20シーズンは主将を務める。
2019年6月26日、結婚をTwitter上で発表。
2021年オフ、京都ハンナリーズに移籍。
2022年7月より仙台89ERSに移籍。
2023年6月より、ライジングゼファー福岡へ移籍。背番号31。